# Saponit
Saponit (łac. sapo, saponic „mydło”) – minerał ilasty z grupy smektytów, barwy białej, żółtawobiałej, czerwonawobiałej, niebieskawobiałej lub zielonawobiałej. Twardość 1,5–2, układ krystalograficzny jednoskośny. Odznacza się matowym połyskiem i plastycznością.
Występuje w skałach metamorficznych, m.in. w serpentynitach. Jako domieszki może zawierać tlenki glinu, żelaza, chromu, niklu i innych metali. Bywa stosowany jako dodatek do mydeł.
Występuje w Kanadzie, USA, Maroko.